# Adolf Baranowski
Adolf Gustaw Baranowski (ur. 25 czerwca 1883 w Taszkencie, zm. 9–11 kwietnia 1940 w Katyniu) – podpułkownik piechoty Wojska Polskiego, ofiara zbrodni katyńskiej.

## Życiorys
Urodził się 25 czerwca 1883 roku w Taszkencie, w ówczesnym obwodzie syrdaryjskim generał-gubernatorstwa turkiestańskiego, w rodzinie Jana.
W czasie I wojny światowej walczył w szeregach Armii Imperium Rosyjskiego . Jego oddziałem macierzystym był 2 Turkiestański Pułk Strzelców (ros. 2-й Туркестанский стрелковый полк) . Awansował na kolejne stopnie porucznika, sztabskapitana i kapitana . 13 lutego 1915 roku był ranny .
15 lipca 1920 roku został zatwierdzony z dniem 1 kwietnia 1920 roku w stopniu majora, w piechocie, w grupie oficerów byłych Korpusów Wschodnich i byłej armii rosyjskiej. Przebywał wówczas w Stacji Zbornej dla zdemobilizowanych żołnierzy w Modlinie.
3 maja 1922 roku został zweryfikowany w stopniu majora ze starszeństwem z dniem 1 czerwca 1919 roku i 45. lokatą w korpusie oficerów piechoty, a jego oddziałem macierzystym był 21 pułk piechoty w Warszawie.  W 1923 roku był komendantem kadry batalionu zapasowego 59 pułku piechoty wielkopolskiej w Inowrocławiu. W listopadzie 1924 roku został przeniesiony do 80 pułku piechoty w Słonimie na stanowisko dowódcy II batalionu. 1 grudnia 1924 roku został mianowany podpułkownikiem ze starszeństwem z dniem 15 sierpnia 1924 roku i 11. lokatą w korpusie oficerów piechoty. W maju 1925 roku był dowódcą I batalionu 80 pp. W listopadzie 1927 roku został przeniesiony ze stanowiska oficera placu Baranowicze do kadry oficerów piechoty z równoczesnym oddaniem do dyspozycji dowódcy Okręgu Korpusu Nr IX. Z dniem 31 grudnia 1928 roku został przeniesiony w stan spoczynku. W 1934 roku pozostawał w ewidencji Powiatowej Komendy Uzupełnień Wilno Miasto. Posiadał przydział do Oficerskiej Kadry Okręgowej Nr III. Był wówczas „przewidziany do użycia w czasie wojny”.
W czasie kampanii wrześniowej 1939 roku dostał się do niewoli sowieckiej. Już 28 października przebywał w obozie jenieckim w Kozielsku. Formalnie przyjęty do obozu 4 listopada 1939 roku. Między 7 a 9 kwietnia 1940 roku został przekazany do dyspozycji naczelnika Zarządu NKWD Obwodu Smoleńskiego (lista wywózkowa 015/2 z 5 kwietnia 1940 roku). Między 9 a 11 kwietnia 1940 roku zamordowany w Katyniu i tam pogrzebany w bezimiennej mogile zbiorowej, gdzie od 28 lipca 2000 roku mieści się oficjalnie Polski Cmentarz Wojenny w Katyniu. W miejscu tym prowadzone były ekshumacje i prace archeologiczne. W 1943 roku jego ciało zostało zidentyfikowane w toku ekshumacji prowadzonych przez Niemców pod numerem 248, a przy zwłokach odnaleziono dowód osob., kartę szczep. 1240 oraz kartkę z 3-ma adresami i uwagą.
5 października 2007 roku minister obrony narodowej Aleksander Szczygło mianował go pośmiertnie na stopień pułkownika. Awans został ogłoszony 9 listopada 2007 roku w Warszawie, w trakcie uroczystości „Katyń Pamiętamy – Uczcijmy Pamięć Bohaterów”.

## Ordery i odznaczenia
- Order św. Anny 2 stopnia – 13 lutego 1917[3]
- Order św. Stanisława 2 stopnia z mieczami – 14 kwietnia 1917[3]
- Order św. Anny 3 stopnia – 6 lipca 1915[3]
- Order św. Stanisława 3 stopnia z mieczami i kokardą – 14 lipca 1915[3]
- Order św. Anny 4 stopnia – 29 czerwca 1915[3]